# Hamets

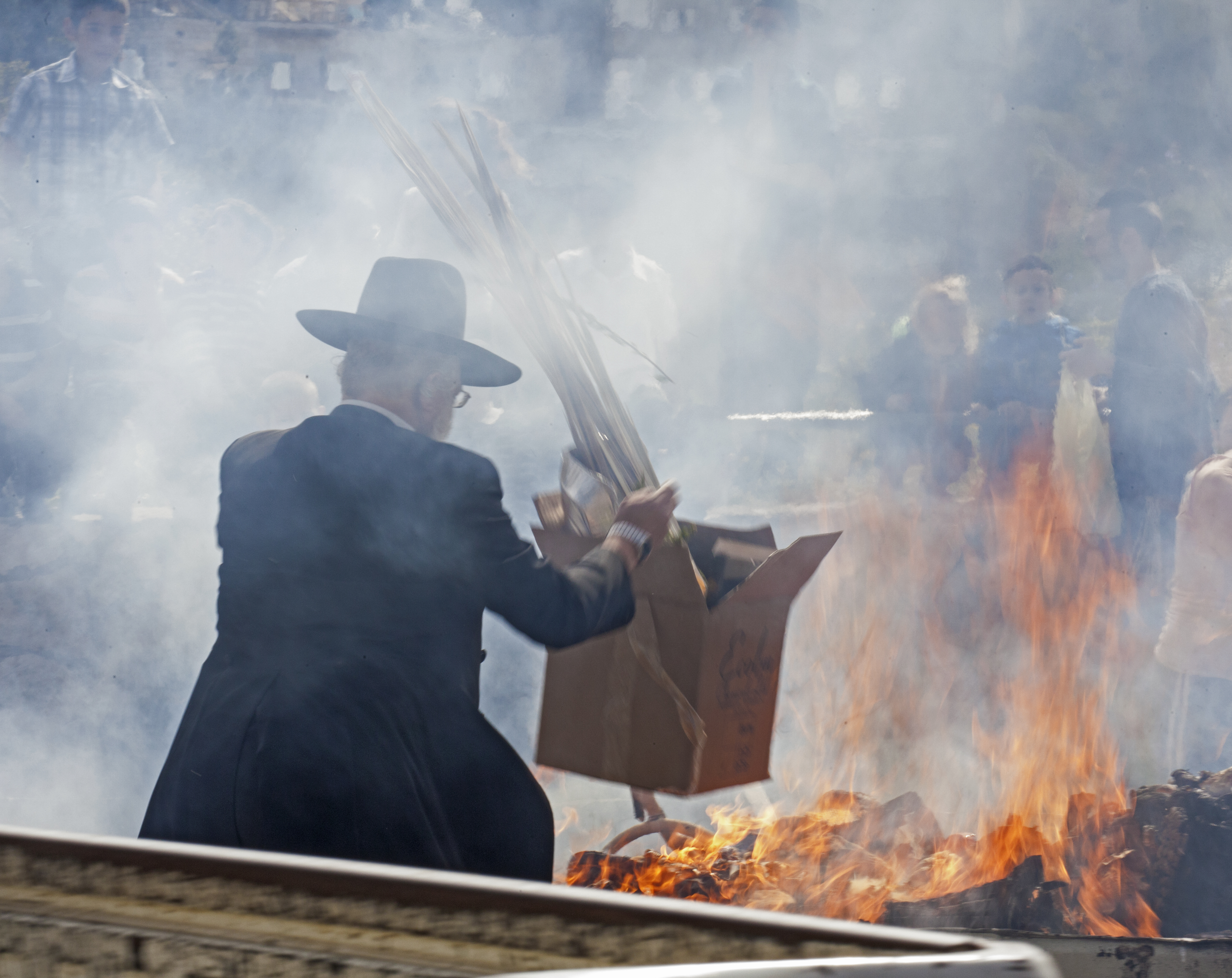
Cremada de hamets a Jerusalem

Hamets (hebreu: חָמֵץ‎) és un terme judaic que fa referència als aliments elaborats amb la farina de cinc tipus de grans: blat, ordi, sègol, civada, i espelta.
El hamets, en la festivitat de Péssah, es refereix als aliments preparats amb llevat, que no es poden consumir, en el seu lloc es menja un tipus de galeta anomenat matsà.
Segons la tradició abans de començar la festivitat s'ha de buscar i eliminar de la llar tots els aliments que són hamets, i durant la celebració, fins i tot es prohibeix comerciar amb ells. Per tal motiu s'ha de disposar d'ells abans del matí de la vigília de Péssah, quedant vedat el seu consum i la seva possessió des de les 9:30 del matí.